# Xinhua International Building
El Xinhua International Building es un rascacielos de oficinas situado en Chongqing, China. Tiene 52 plantas y fue completado en 2011. Su altura es de 238 m incluyendo la aguja arquitectónica que lo remata, y de 206,2 m si no se incluye. Su diseño se inspira claramente en una pagoda, con retranqueos sucesivos en las esquinas. Está situado en una ubicación céntrica en el distrito financiero de Jiefangbei, cerca del Monumento a la Liberación del Pueblo. Actualmente es el sexto edificio más alto de Chongqing.